# پتوسویل (آلاباما)
پتوسویل (به انگلیسی: Pettusville) یک منطقهٔ مسکونی در ایالات متحده آمریکا است که در آلاباما واقع شده است. پتوسویل ۲۷۰٫۰۶ متر بالاتر از سطح دریا قرار دارد.